# 1507 en santé et médecine
| Années de la santé et de la médecine : 1504 - 1505 - 1506 - 1507 - 1508 - 1509 - 1510    |
| Décennies de la santé et de la médecine : 1470 - 1480 - 1490 - 1500 - 1510 - 1520 - 1530 |

## Événements
- L’hôtel-Dieu de Lyon prend le nom d’hôtel-Dieu de Notre-Dame de Pitié du Pont-du-Rhône et « comprend quatre-vingts malades au lit, neuf enfants au berceau et des enfants trouvés[1] ».
- Nicolas Copernic (1473-1543) devient médecin du chapitre de Varmie[2].
- Symphorien Champier (1471-1538) soigne son cousin Bayard à Lyon, « pour sa fièvre quarte et les séquelles ulcéreuses d'une blessure au bras[3] ».
- Vers 1506-1507 : Symphorien Champier devient médecin d'Antoine de Lorraine[4].
- Entre 1504 et 1507 : Léonard de Vinci (1452-1519) fait des expériences pour décrire l'anatomie du système ventriculaire du cerveau[5].

## Publications
- Édition de la Condamnation de Banquet, moralité composée probablement autour de 1500, dans un recueil intitulé La Nef de santé, avec le Gouvernail du corps humain et la Condamnation des banquets à la louange de diète et sobriété, parfois attribué à Nicolas de La Chesnaye[6].
- Édition posthume du De abditis morborum causis[7] (« Des causes cachées des maladies ») d'Antonio Benivieni (1443-1502) par Giovanni Rosati (fl. 1480-1507), médecin florentin, à la demande de Girolamo Benivieni, le frère de l'auteur[8].

## Personnalité
- 1480-1507 : fl.  Giovanni Rosati, médecin florentin[8].

## Naissances

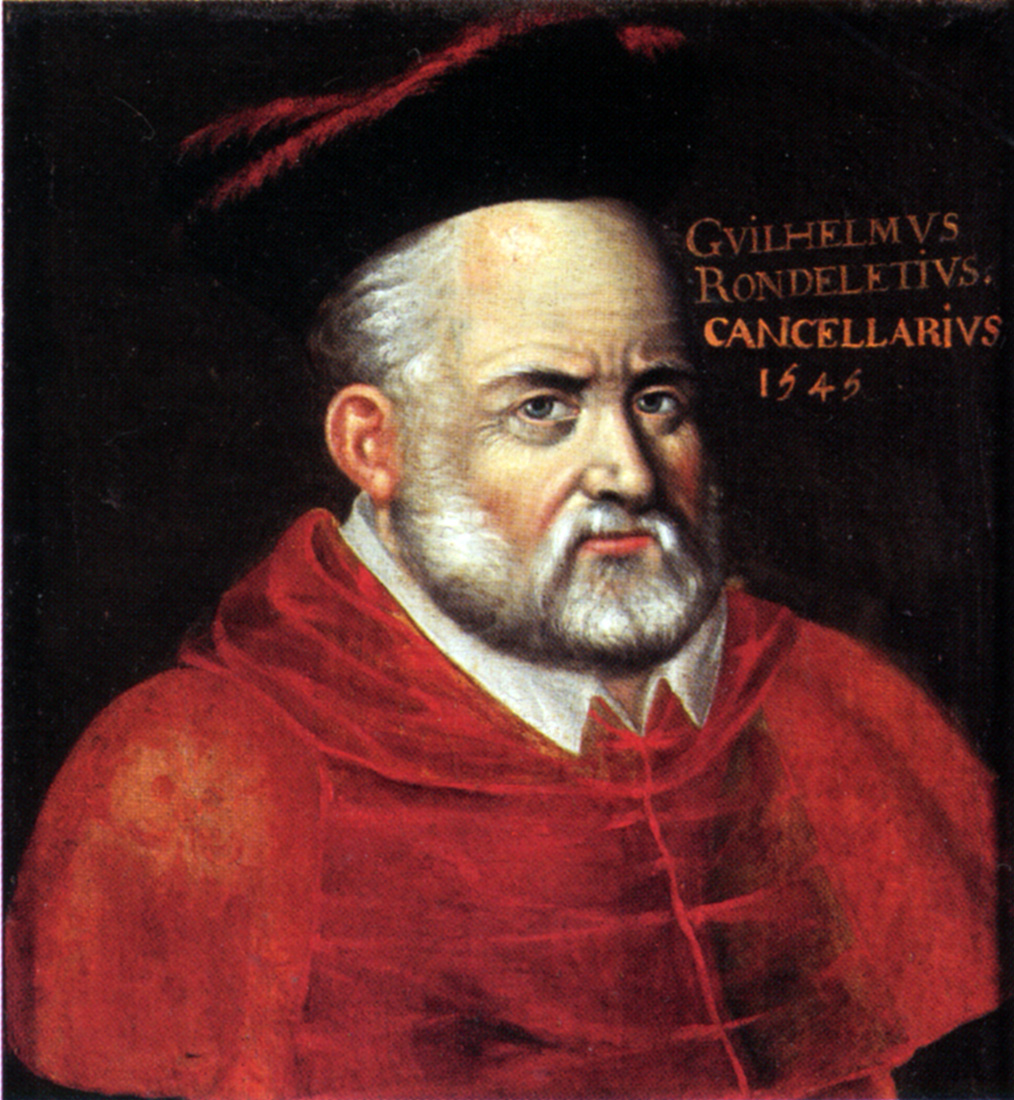
Guillaume Rondelet

- 25 janvier : Jean Oporin (mort en 1568), médecin, imprimeur, latiniste et humaniste suisse, assistant de Paracelse (1493 ou 1494-1541).
- 27 septembre : Guillaume Rondelet (mort en 1566), médecin et naturaliste français.